# Codex Madrid

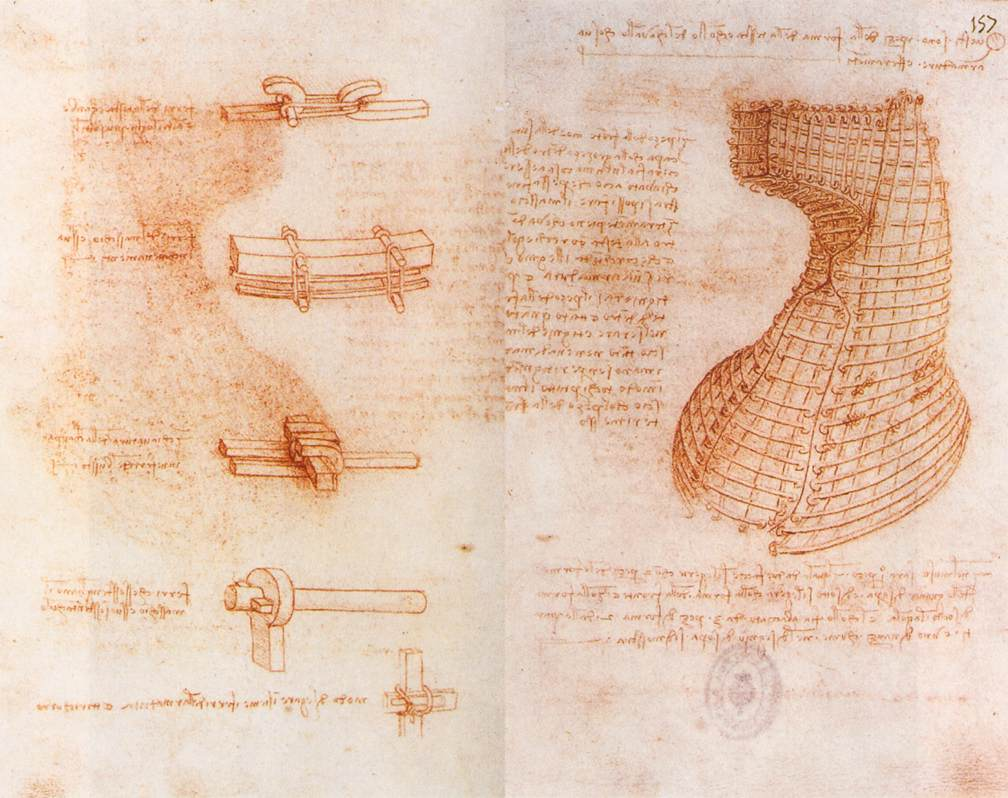
Double page de manuscrit sur le Monument Sforza.

Le Codex Madrid est un double manuscrit de Léonard de Vinci découvert à la Bibliothèque nationale d'Espagne à Madrid en 1965 par le docteur Jules Piccus, professeur de langues à l'université du Massachusetts. Le premier volume fut écrit entre 1490 et 1499, le second entre 1503 et 1505.
Les deux codex ont été apportés en Espagne par Pompeo Leoni, sculpteur à la cour du roi Philippe II d'Espagne. Après plusieurs changements de propriétaires, ils furent transférés à la bibliothèque du monastère de l'Escurial, puis finalement à la Bibliothèque royale, où ils sont restés pendant 252 ans.

## Description

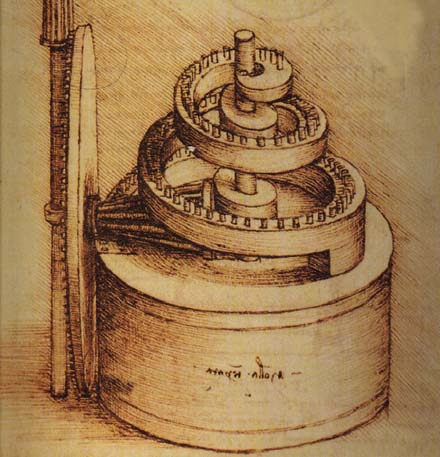
Mécanisme à ressort.

Les deux volumes, de 197 pages, sont reliés en cuir rouge et traitent de la mécanique, des statistiques, de la géométrie, ainsi que de la construction et des fortifications. Ils incluent par ailleurs une liste des 116 livres que Léonard utilisait à l'époque, dont quelques livres de grammaire latine. Le texte est écrit en dialecte italien, et n'est pas exempt de fautes.
Ces manuscrits sont très importants puisqu'ils représentent près de 15 % des notes de Léonard connues à ce jour, mais aussi par la qualité et la pertinence des travaux qu'ils contiennent, qui représentent les avancées majeures de l'ingénierie de cette époque.

## Histoire
Après la mort de Léonard, les codex ont été légués à son ami Francesco Melzi. Cinquante ans plus tard, Pompeo Leoni le racheta au fils de Melzi, Orazio, et les rapporta en Espagne. À sa mort en 1608, les manuscrits furent cédés à Juan de Espina, un ami de Francisco de Quevedo y Villegas, décrit à l'époque comme « un gentleman vivant seul dans une demeure de Madrid, et dont les serviteurs sont des automates de bois ».
Lors d'une visite à Madrid en 1623, le futur Charles Ier (roi d'Angleterre) montra un intérêt pour ces manuscrits, mais Juan de Espina refusa de les lui vendre. Le codex arriva à la Bibliothèque Royale (es) en 1712, où, pour de multiples raisons, il y fut perdu jusqu'en 1964. Selon Martin Abad, le responsable des manuscrits de la bibliothèque, leur égarement est « imputable aux multiples déménagements de la Bibliothèque Royale, une grave confusion de signatures, mais aussi à l'aura de Léonard de Vinci, qui put être un obstacle pour faire le lien entre de telles œuvres et son génie ».

## Éditions facsimilé
- Codex Madrid I (Ms. 8937) et Codex Madrid II (Ms. 8936) parution mondiale.
- Codex Madrid I (Ms. 8937) Traité de mécanique statique, 192 feuillets, 384 pages. Format interne: 215 × 145 mm.
- Codex Madrid II (Ms. 8936) Traité de fortifications, mécanique statique, et géométrie. 158 feuillets, 316 pages. Format interne: 210 × 145 mm.
- The Madrid Codices by Leonardo da Vinci. McGraw-Hill Inc, US, 1974. 5 tomes, complet, avec manuscrit original, traduction en italien et anglais.